# العصر الجليدي 6
العصر الجليدي 6 هو فيلم رسوم متحركة كوميدي ومغامرات أمريكي قادم، من إنتاج شركة إستوديوات القرن العشرين لإنيميات وتوزيع إستوديوات القرن العشرين. يُعد تكملة لفيلم العصر الجليدي: مسار التصادم، وهو الجزء الرئيسي السادس والجزء السابع إجمالًا في سلسلة أفلام Ice Age.

## وصلات خارجية
- Ice Age 6 على موقع IMDb (الإنجليزية)
- Ice Age 6 على موقع أول موفي (الإنجليزية)
- Ice Age 6 على موقع فيلمافينيتي (الإسبانية)
- Ice Age 6 على موقع قاعدة بيانات الفيلم (الإنجليزية)